# Nowa Juńcza
Nowa Juńcza – wieś  w Polsce, województwa pomorskiego, w powiecie chojnickim, w gminie Czersk. 
Wieś borowiacka w południowej części województwa, wchodzi w skład sołectwa Gotelp. 
W latach 1975–1998 miejscowość administracyjnie należała do województwa bydgoskiego.